# Kommunens framtid
Kommunens framtid (KF) var ett lokalt politiskt parti i Åstorps kommun. Partiet utgjorde tidigare Framstegspartiets lokalavdelning i Åstorp men ombildades till ett självständigt lokalt parti 2002. Senare har ledaren Tony Wiklander anslutit sig till Sverigedemokraterna I valet 2002 fick partiet 10,7 % av rösterna och 3 mandat (av 31) i kommunfullmäktige. I valet 2006 ingått partiet i en valsamverkan med Åstorpspartiet.

## Valresultat
| År   | Röster | %     | Mandat  |
| ---- | ------ | ----- | ------- |
| 2002 | 742    | 10,76 | 3 av 31 |
| 2006 | 305    | 4,11  | 1 av 31 |